# Kyak Brook
Kyak Brook – strumień (brook) w kanadyjskiej prowincji Nowa Szkocja, w hrabstwie Guysborough, płynący w kierunku południowo-wschodnim i uchodzący do zatoki Northeast Arm; nazwa Kyak Brook urzędowo zatwierdzona 6 listopada 1952 (dla cieku wraz z obszarem ujściowym, od 1 czerwca 1976 określanym mianem zatoki Northeast Arm).